# Paul Tracy
Paul Tracy (ur. 17 grudnia 1968 roku w Scarborough) – kanadyjski kierowca wyścigowy. Mistrz serii Champ Car w roku 2003.
Urodził się w Scarborough, na przedmieściach Toronto. Przeprowadził się do Fort Lauderdale na Florydzie.

## Kariera

### Początki kariery
Paul Tracy, jak większość kierowców wyścigowych, rozpoczął ściganie od kartingu. W 1985 roku, mając 16 lat, wystartował w kanadyjskiej serii Formuły Ford i od razu ją wygrał, zostając najmłodszym w historii jej mistrzem. Mając 18 lat wygrał ostatni wyścig w historii serii Can-Am, stając się jednocześnie najmłodszym zwycięzcą w tych wyścigach. W 1990 roku został mistrzem serii Indy Lights, ustanawiając rekord dziewięciu zwycięstw w sezonie.

### CART/Champ Car

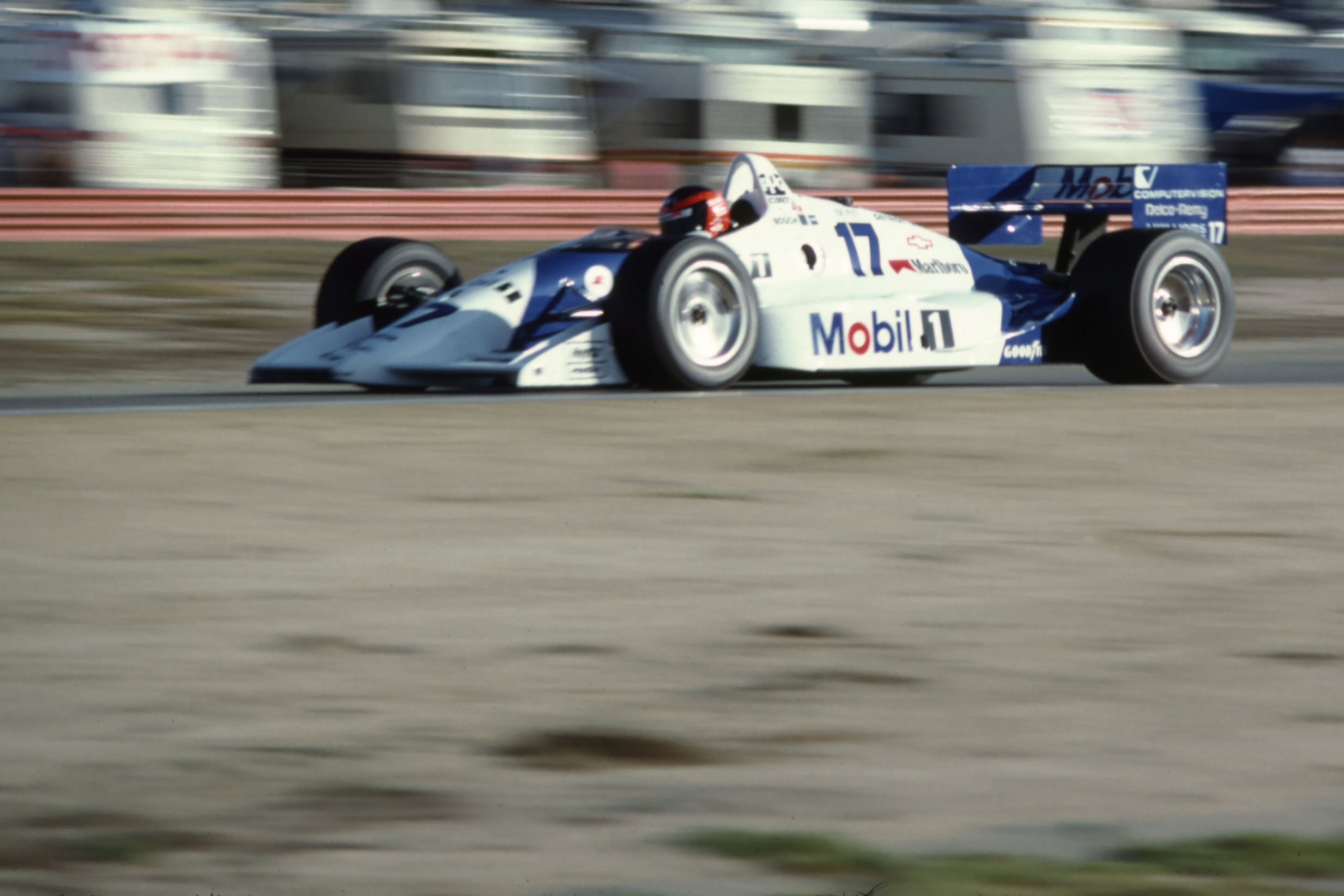
Paul Tracy na torze Laguna Seca w 1991 roku

W 1991 roku zadebiutował w serii CART w zespole Dale Coyne Racing, który był znany z dawania możliwości startu młodym, zdolnym zawodnikom. Jednorazowy występ przyciągnął uwagę Rogera Penske, który w połowie sezonu zatrudnił go jako kierowcę testowego w swoim zespole Penske Racing, dając mu równocześnie możliwość startów w kilku wyścigach.
W 1992 roku Tracy również miał wystartować jedynie w kilku wyścigach, jednak kontuzja Ricka Mearsa sprawiła, że wystąpił w 11 z 16 wyścigów w sezonie, trzykrotnie stanął na podium i zdobył raz pole position. Pierwszy pełny sezon startów przyszedł w 1993 roku, przyszły także pierwsze zwycięstwa, których zdobył pięć, a cały sezon zakończył na trzecim miejscu w klasyfikacji za Nigelem Mansellem i swoim kolegą z zespołu Emersonem Fittpaldim. W kolejnym sezonie do zespołu Penske dołączył Al Unser Jr. i cały zespół zdominował rywalizację, jednak Paul wypadł najsłabiej z całego zespołu, ponownie zajmując trzecie miejsce w klasyfikacji ogólnej.
W sezonie 1995 przeniósł się do ekipy Newman/Haas Racing. Zdobył wtedy 2 zwycięstwa i zajął w klasyfikacji 6. miejsce, ale po sezonie ponownie powrócił do zespołu Penske Racing. Powrót nie był udany - żadnego zwycięstwa i tylko 13. miejsce w klasyfikacji, dodatkowo opuścił dwa wyścigi z powodu kontuzji pleców. Sezon 1997 był dużo lepszy, po sześciu wyścigach miał na koncie 3 zwycięstwa i zdecydowanie prowadził w klasyfikacji. Jednak od tego momentu było już tylko gorzej, żadnej wizyty na podium, coraz słabsze wyniki i pięć nie ukończonych wyścigów z rzędu pozwoliły mu na zajęcie zaledwie piątej pozycji w klasyfikacji sezonu.
Przed rozpoczęciem sezonu 1998 przeniósł się do zespołu Team KOOL Green. Pierwszy rok w nowym otoczeniu był słaby - zakończył go na 13. miejscu, a dodatkowo kilka incydentów z jego udziałem sprawiło, że wykluczono go z wyścigu otwierającego następny sezon. Mimo to w 1999 zanotował dużo lepszy wynik - wygrał dwa wyścigi oraz zajął 3. miejsce w klasyfikacji generalnej sezonu.

## Starty w karierze
| Sezon | Seria              | Zespół                       | Starty | PP | Zwyc. | Punkty | Pozycja |
| ----- | ------------------ | ---------------------------- | ------ | -- | ----- | ------ | ------- |
| 1988  | Indy Lights        | Hemelgarn Racing             | 11     | 0  | 1     | 58     | 9.      |
| 1989  | Indy Lights        | Maple Leaf Racing            | 11     | 0  | 0     | 65     | 8.      |
| 1990  | Indy Lights        | Landford Racing              | 14     | 7  | 9     | 214    | 1.      |
| 1991  | CART               | Dale Coyne Racing            | 1      | 0  | 0     | 6      | 21.     |
| 1991  | CART               | Penske Racing                | 3      | 0  | 0     | 6      | 21.     |
| 1992  | CART               | Penske Racing                | 11     | 1  | 0     | 59     | 12.     |
| 1993  | CART               | Penske Racing                | 16     | 2  | 5     | 157    | 3.      |
| 1994  | CART               | Penske Racing                | 16     | 4  | 3     | 152    | 3.      |
| 1995  | CART               | Newman/Haas Racing           | 17     | 0  | 2     | 115    | 6.      |
| 1996  | CART               | Penske Racing                | 14     | 3  | 0     | 61     | 13.     |
| 1997  | CART               | Penske Racing                | 16     | 2  | 3     | 121    | 5.      |
| 1998  | CART               | Team KOOL Green              | 19     | 0  | 0     | 61     | 13.     |
| 1999  | CART               | Team KOOL Green              | 19     | 0  | 2     | 161    | 3.      |
| 2000  | CART               | Team KOOL Green              | 20     | 1  | 3     | 134    | 5.      |
| 2001  | CART               | Team KOOL Green              | 20     | 0  | 0     | 73     | 14.     |
| 2002  | CART               | Team KOOL Green              | 19     | 0  | 1     | 101    | 11.     |
| 2003  | CART               | Player's Forsythe Racing     | 18     | 6  | 7     | 226    | 1.      |
| 2004  | Champ Car          | Forsythe Championship Racing | 14     | 3  | 2     | 254    | 4.      |
| 2005  | Champ Car          | Forsythe Championship Racing | 13     | 3  | 2     | 246    | 4.      |
| 2006  | Champ Car          | Forsythe Championship Racing | 13     | 0  | 0     | 208    | 7.      |
| 2007  | Champ Car          | Forsythe Championship Racing | 12     | 0  | 1     | 171    | 11.     |
| 2008  | IRL IndyCar Series | Forsythe/Pettit Racing       | 1      | 0  | 0     | 51     | 33.     |
| 2008  | IRL IndyCar Series | Vision Racing                | 1      | 0  | 0     | 51     | 33.     |
| 2009  | IRL IndyCar Series | KV Racing Technology         | 5      | 0  | 0     | 113    | 23.     |
| 2009  | IRL IndyCar Series | A.J. Foyt Enterprises        | 1      | 0  | 0     | 113    | 23.     |
| 2010  | IRL IndyCar Series | KV Racing Technology         | 2      | 0  | 0     | 91     | 27.     |
| 2010  | IRL IndyCar Series | Dreyer & Reinbold Racing     | 3      | 0  | 0     | 91     | 27.     |
| 2011  | IRL IndyCar Series | Dreyer & Reinbold Racing     | 1      | 0  | 0     | 68     | 29.     |
| 2011  | IRL IndyCar Series | Dragon Racing                | 5      | 0  | 0     | 68     | 29.     |

## Starty w Indianapolis 500
| Rok  | Nadwozie | Silnik         | Start | Wynik | Uwagi                   |
| ---- | -------- | -------------- | ----- | ----- | ----------------------- |
| 1992 | Penske   | Chevrolet      | 19    | 20    | Silnik                  |
| 1993 | Penske   | Chevrolet      | 7     | 30    | Wypadek                 |
| 1994 | Penske   | Ilmor-Mercedes | 25    | 23    | Turbosprężarka          |
| 1995 | Lola     | Cosworth-Ford  | 16    | 24    | Uszkodzona przepustnica |
| 2002 | Dallara  | Chevrolet      | 29    | 2     |                         |
| 2009 | Dallara  | Honda          | 13    | 9     |                         |
| 2010 | Dallara  | Honda          |       |       | Nie zakwalifikował się  |
| 2011 | Dallara  | Honda          | 24    | 25    |                         |